# 1944 en dadaïsme et surréalisme
Pour l'année, voir 1944.
 Chronologie de dada et du surréalisme 
- 1940
- 1941
- 1942
- 1943
- 1944
- 1945
- 1946
- 1947
- 1948

Cet article présente les faits marquants de l'année 1944 en dadaïsme et surréalisme.

## Éphémérides

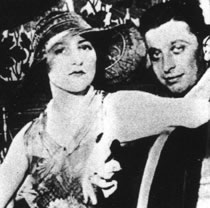
Robert Desnos et Youki

### Février
- 11 février
À la Norlyst Gallery à New-York, exposition Jacqueline Lamba qui rédige la préface du catalogue : « Toute expression dans l'art en dehors de la liberté et de l'Amour est fausse. »[1]

- 15 février
À New York, première exposition Matta à la galerie de Pierre Matisse[2].

- 22 février
Robert Desnos prévenu de son arrestation par la Gestapo, refuse la fuite pour ne pas exposer sa compagne Youki aux représailles. Il est déporté au camp de concentration de Buchenwald, puis celui de Theresienstadt en Tchécoslovaquie[réf. nécessaire]

- André Breton découvre la peinture d'Arshile Gorky[3].

### Mars
- 8 mars
Lettre d'André Breton à Patrick Waldberg, alors à Londres : « J'ai le désir d'écrire un livre autour de l'Arcane 17 […] en prenant pour modèle une dame que j'aime et qui hélas, en ce moment est à Santiago du Chili. »[4]

- À Londres, parution du pamphlet d'E. L. T. Mesens et Jacques Brunius Idolatry and confusion qui attaque à la fois le peintre italien Toni Del Renzio « vomi du pinceau qui essaie d'imiter André Breton » et la poésie patriotique, « le marché noir de la littérature résistante », notamment celle de Louis Aragon surnommé « le Déroulède des faubourgs. »[5]

### Avril
- 4 avril
Toni Del Renzio répond au tract Idolatry and confuion d'E. L. T. Mesens et Jacques Brunius par un texte de 4 pages Incendiary innocence où il se déclare totalement fidèle aux principes d'André Breton : « La vision doit revenir à sa clarté primordiale, à cette lumière que les occultistes reconnaissent à l'innocence... et avec cette innocence revient la faculté de colère. »[6]

- 25 avril
Lettre d'Antonin Artaud à Adrienne Monnier : « Je ne suis plus Antonin Artaud parce que je n'en ai plus le moi, ni la conscience, ni l'être bien que je sois dans le même corps que lui et qui civilement et légalement je porte le même nom que lui et que cette lettre-ci soit signée de nom-là parce que sur cette terre-ci je ne puis en avoir d'autres. »[7]

### Mai
- 10 mai
Antonin Artaud, Le Théâtre et son double, réédité à 1525 exemplaires[8].

- 19 mai
Dissolution du groupe parisien La Main à plume[9].

- Parution à Paris de Informations surréalistes, dernière livraison du groupe La Main à plume[10].

### Juin
- Wifredo Lam présente La Jungle à la galerie Matisse, à New York, de préférence au MOMA auquel il refuse toute participation à une exposition consacrée aux peintres modernes cubains[11].

### Juillet
- À Londres, publication du recueil de l'artiste turc Feyyaz Fergar Fulcrum constitué de poèmes d'E. L. T. Mesens, Jacques Brunius, Valentine Penrose et de dessins de  Conroy Maddox (entre autres). Le tirage est cependant confidentiel : 500 exemplaires[12].

### Août
- 20 août
Voyage d'André Breton et d'Elisa Claro au Québec. En Gaspésie, ils séjournent à Sainte-Agathe et visitent l'île Bonaventure. Breton commence l'écriture de Arcane 17[13].

### Octobre
- 20 octobre
André Breton achève Arcane 17 à Sainte-Agathe-des-Monts (Québec)[14].

### Décembre
- De retour du Mexique, Jacqueline Lamba est retenu à Laredo au Texas et empêchée d'entrer aux États-Unis sous le grief « d'avoir mené à New York une activité subversive. » André Breton écrit à Saint-John Perse qui parvient à débloquer la situation[14].

- Rencontre André Breton / Arshile Gorky[15].

- Á New-York publication d' Arcane 17 d'André Breton chez Brentano's : 325 exemplaires avec des dessins de Matta[16].

## Cette année-là
- Au Canada, création du groupe Les Automatistes animé, entre autres, par le peintre Jean-Paul Riopelle[17].

## Œuvres
- Pol Bury
  - Vieillesse du cuivre, huile sur toile[18]
- Salvador Dalí
  - Rêve causé par le vol d'une abeille autour d'une pomme-grenade, une seconde avant l'éveil, huile sur toile[19]
- Paul Delvaux
  - La Vénus endormie, huile sur toile[20]

- Maya Deren

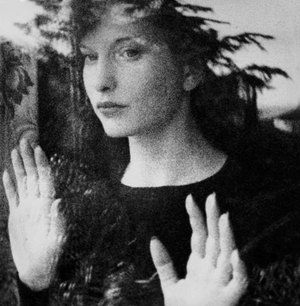
Maya Deren, 1943

  - At land, film 16 mm et 14 min, noir et blanc et silencieux[21]
- Max Ernst
  - L'Œil du silence, huile sur toile[22]
  -  Le Roi jouant avec la Reine, bronze, patine brun-vert. André Breton : « Le jeu d'échecs est le corps-à-corps de deux labyrinthes. »[23]
  - Un ami anxieux, sculpture[24]
- Feyyaz Fergar
  - Fulcrum, recueil de poème[25]
- Wilhelm Freddie
  - Front de l'Est 1943, corps humain démesurément allongé, peint avec minutie sur une vieille planche de bois[26]
- Arshile Gorky
  - How my mother's embroidered apron unfolds in my life (Comment le tablier brodé de ma mère se déploie sur ma vie)[27]
  - The Liver is the Cock's comb (Le Foie est la tête du coq), huile sur toile[28]. André Breton : « La grande porte ouverte sur le monde analogique. »
  - Love of the new gun, huile sur toile[29]
  - One year the Milkweed, huile sur toile[30]
  - Water of the Flowery Mill, huile sur toile[31]

- David Hare
  - Magician's game, bronze[32]
- Jindrich Heisler

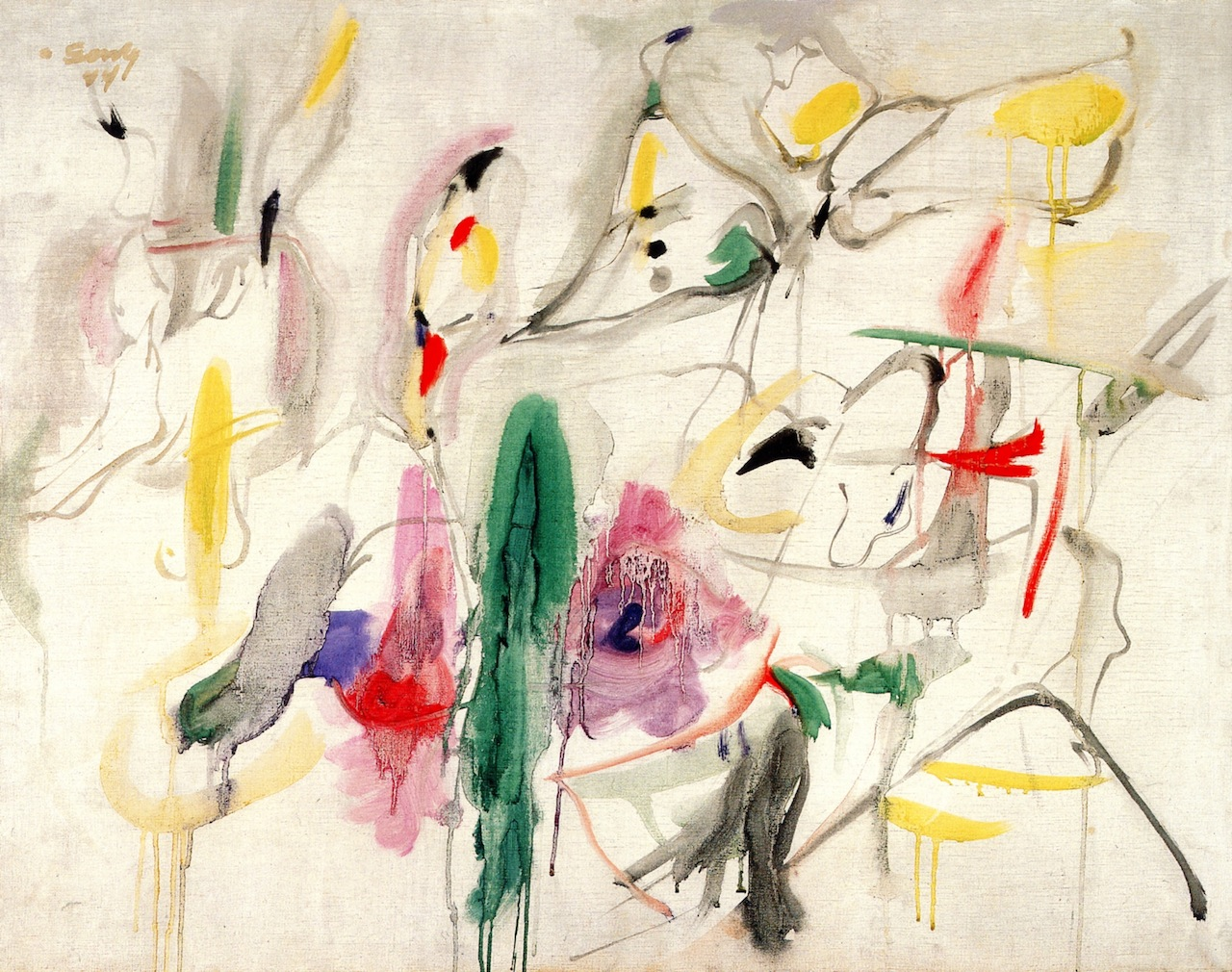
Arshile Gorky : Love of the new gun

  - De la même farine, huile sur toile[33]
- Morris Hirshfield
  - Nu avec amours, huile sur toile[34]
- Frida Kahlo
  - La Colon-ne brisée, huile sur masonite[35]
  - Racines, huile sur toile
- Wifredo Lam
  - L'Enchanteur (femme assise), huile sur papier marouflé sur toile[36]
  - Harpe astrale (Harpe cardinale), huile sur toile[37]
  - Jungle, huile sur toile[38]
  - Roi-mangue, huile sur toile[39]
- Ghérasim Luca
  - Quantitativement aimée, livre-objet incrusté de 944 plumes d'acier[40]
- Matta
  - Science, conscience et patience du vitreur, huile sur toile[41]
- E. L. T. Mesens
  - Troisième front. Poèmes de guerre :
« Pour mettre fin à l'âge des machines / les poètes anglais font de la fumée / les soldats rouges sont commandés par des généraux beiges / les soldats du sang sont commandés par moi / stratégie de replis / avale ta pilule. »[42]
- Joan Miró
  - Femmes devant la lune, pastel et gouache sur toile[43]
  - Personnage dans la nuit, huile sur toile[44]
- Hans Richter
  - Dreams that money can buy, film à sketches composé de séquences oniriques de Alexander Calder, Fernand Léger[45], Max Ernst et Man Ray[46]
- Kurt Schwitters
  - Two black angles, Merz-relief[47]
  - The Hitler gang, collage[48]
- Jaroslav Serpan
  - Les Roses d'Ispahan, roman[49]
- Toyen
  - Cache-toi, guerre !, dessin[50]
- Clovis Trouille
  - Le Dialogue au Carmel, huile sur toile[51]